# Xuanhuaceratops niei
Xuanhuaceratops niei es la única especie conocida del género extinto Xuanhuaceratops de dinosaurio ornitisquio chaoyangsáurido, que vivió a finales del período Jurásico, hace aproximadamente entre 150 y 145 millones de años, desde el Kimmeridgiense al Titoniense, en lo que hoy es Asia. Como miembro de la familia Chaoyangsauridae, fue uno de los primeros ceratopsianos. Sus restos se encontraron en la Formación Houcheng de Hebei, China.

## Descripción
En 2006, la longitud total del cuerpo de Xuanhuaceratops se estimó en 1 metro. En 2010, Gregory S. Paul estimó el peso en seis kilogramos. El animal fue visto como facultativamente bípedo en vista de los delgados huesos de la parte superior del brazo, de solo 4 centímetros de largo, y el fémur arqueado.
En 2006, se indicaron una serie de rasgos distintivos. Representaban una combinación única de personajes en sí mismos no únicos. El premaxilar tiene un solo diente. En el borde posterior de una fenestra infratemporal agrandada, el cuadrado yugal solo se superpone ligeramente al cuadrado. El eje del cuadrado apunta oblicuamente hacia atrás y abajo. Los cóndilos del cuadrado están separados por un canal profundo en forma de silla de montar. El lado interno de la articulación de la mandíbula inferior se expande en un proceso de media luna. La pared exterior del dentario está engrosada y cubierta por un patrón de surcos y crestas que se anastomosan.
Los esqueletos comparten una serie de características distintas con un posible pariente cercano, Chaoyangsaurus, descubierto en la provincia adyacente de Liaoning. Una clara diferencia es que este último tiene dos dientes premaxilares por lado. Con Chaoyangsaurus la conexión entre el quadratojugal y el cuaderado más extensa. La escápula u omóplato de Xuanhuaceratops tiene un acromion que se coloca más distal que la articulación del hombro, mientras que el de Chaoyangsaurus está al nivel de la articulación.

## Decubrimiento e investigación
Xuanhuaceratops niei se conoce solo a partir de cuatro esqueletos fragmentarios recuperados de la Formación Houcheng de la provincia de Hebei, China. El primero de ellos fue un esqueleto único y fragmentario descubierto en la década de 1970 por Nie Rongzhen, cerca de Yanjiagou. El nombre de la especie Xuanhuasaurus niei fue publicado por Zhao Xijin en un estudio de 1985, pero sin una descripción, ni siquiera un holotipo específico, lo que lo convierte en un nomen nudum inválido.
En el verano de 2003, se descubrieron fragmentos de fósiles de tres especímenes adicionales. Sin embargo, estos especímenes estaban menos completos que su predecesor, por lo que el espécimen original se convirtió en el holotipo cuando en 2006 la especie tipo Xuanhuaceratops niei fue nombrada en la revista Acta Geologica Sinica por Zhao Xijin, Cheng Zhengwu, Xu Xing y Peter J. Makovicky. El nombre genérico combina una referencia a la región de Xuanhan con el griego keras , "cuerno", y ops , "cara". El nombre específico honra a Nie, quien donó el holotipo, como descubridor.
El holotipo IVPP 12722 consiste en un esqueleto parcial con cráneo. Contiene ambos praemaxilares, el maxilar izquierdo, el hueso yugal izquierdo, el postorbital izquierdo, el postorbital derecho parcial, el cuadeçrado yugal derecho, ambos cuadrados, partes de ambos pterigoideos, el epipterygoideo derecho, el processus coronoidei de ambas mandíbulas inferiores, el angular izquierdo , el dentario derecho, dientes sueltos, dos vértebras del cuello, partes de las vértebras posteriores, un sacro, una vértebra anterior de la cola, la cintura escapular izquierda, ambos húmeros, la parte proximal del isquion izquierdo, el fémur derecho, partes del derecho tibia y el primer, segundo y tercer metatarsiano. El holotipo era probablemente un individuo completamente desarrollado.
Los especímenes referidos incluyen IVPP V14527 y IVPP V14528, dos esqueletos parciales con cráneos, encontrados juntos. Se diferencian en tamaño. El espécimen IVPP V14529 consta de fragmentos de mandíbula. IVPP V14528 complementa el holotipo con un atlas intercentrum y un astrágalo. El material fue preparado por Wang Haijun.

## Clasificación
Basado en similitudes morfológicas, Zhao Xijin inicialmente consideró a la especie como uno de los tres llamados "prototipos de psitacosáuridos" junto con Dianchungosaurus y Chaoyoungosaurus , que juntos componían los "chaoyangsáurido". Esta familia no era válida debido a que carecía de un género de tipo con nombre válido . Además, más tarde se demostró que Dianchungosaurus era un crocodilomorfo. Xuanhuaceratops niei fue colocado en 2006 en Chaoyangsauridae, un clado en análisis filogenéticos recuperado como un linaje de Ceratopsia basal para todos los neoceratopsianos y psitacosáuridos.